# Carl Greek
Carl Gustaf Ludvig Greek, född 28 april 1909 i Limhamn, Malmöhus län, död 28 september 1991 i Sölvesborg, var en svensk präst och författare, känd under pseudonymen Anders Hellén.
Greek avlade studentexamen i Malmö och studerade teologi i Lund. Efter prästvigning 1935 var han svensk sjömanspräst i Danzig 1935–37 och i Kingston upon Hull–Newcastle upon Tyne 1937-44. Han blev kyrkoadjunkt i Malmö S:t Johannes församling 1945 och komminister där 1949. Han blev kyrkoherde i Östra Ljungby i Skåne 1956 och kontraktsprost i Åsbo 1962 samt emeritus 1974. 
Under Malmöåren bedrev han ett omfattande kyrkligt ungdomsarbete och blev pionjär inom den svenska kyrkospelsrörelsen. Som ett led i sitt församlingsarbete författade han det på sin tid ofta framförda kyrkospelet Den trånga porten (1956).
Under pseudonymen "Anders Hellén" (ett slags översättning till grekiska av hans borgerliga namn) gjorde han sig känd som författare av detektivromaner och blev en väletablerad svensk deckarförfattare. Det hela började med att det i det kyrkliga ungdomsarbetet skulle förekomma  en högläsningsföljetong. Han författade den själv successivt och på det sättet växte hans första deckare, Pil och båge (1951),  fram.  Han utgav fem böcker under åren 1951–77.
I en rad pusseldeckare löstes mordgåtorna av den jovialiske och nästan burduse prosten Jonas Carleson i Losta (med förebild i Ystad) som amatördetektiv. Greek/Helléns kriminalroman i medeltida klostermiljö Ljugande malm (1973) har blivit en klassiker i sin genre. Den prisbelönades av Svenska Deckarakademien. Där är det abboten fader Benedictus i det småländska klostret Aquabella, som bidrar till gåtans lösning. I Stora mordboken (1991) karaktäriserar Johan Wopenka  boken som "den kanske bästa historiska deckare som producerats här i landet" och i Nationalencyklopedin kallar K. Arne Blom denna för "den mest fullgångna svenska historiska deckaren". 
När G. K. Chestertons klassiska deckare i prästmiljö The Secret of Father Brown 1980 kom i ny svensk översättning var den försedd med ett introducerande förord av den svenske deckarprästen Carl Greek. Greek var medlem av Skånska Deckarsällskapet och han medverkade även som novellist i olika tidningar och tidskrifter. Han blev ledamot av Nordstjärneorden 1964.